# Битва при Данбаре
Битва при Данбаре (англ. Dunbar; 3 сентября 1650 года) — одно из важнейших сражений периода Английской революции XVII века и ковенантского движения в Шотландии. Победа английской армии Оливера Кромвеля над шотландской армией Дэвида Лесли открыла англичанам возможность завоевания Шотландии. Сражение при Данбаре считается одной из самых выдающихся побед Кромвеля за всю историю его многочисленных военных кампаний.

## Военные действия перед сражением
Заключение 1 мая 1650 года Бредского договора между изгнанным королём Англии и Шотландии Карлом II и шотландским правительством ковенантеров создало угрозу для правления Кромвеля в Англии. 23 мая Карл II присягнул на верность Ковенанту, высадился в Шотландии и начал формировать армию для новой попытки реставрации королевской власти. Кромвель немедленно вернулся из Ирландии, которую он только что покорил, и лично возглавил английские войска, направленные для подчинения Шотландии. 22 июля c пятнадцатитысячной армией Кромвель перешёл шотландскую границу и двинулся к Эдинбургу.
Против англичан действовала крупная армия ковенантеров во главе с выдающимся шотландским полководцем Дэвидом Лесли, который в 1644 году воевал вместе с Оливером Кромвелем против английских роялистов. Лесли занял позицию между Эдинбургом и Лейтом, не давая возможности англичанам продвинуться вглубь страны и, в то же время, избегая ввязываться в генеральное сражение. Почти месяц прошёл в маневрировании двух армий вокруг шотландской столицы, причём англичане всё более теряли силы из-за трудностей с доставкой провианта и болезней. Шотландские войска также оказались ослабленными, но по другой причине: правительство ремонстрантов приказало исключить из армии офицеров и солдат, симпатизирующих «ингейджерам» и королю, взамен которых были рекрутированы солдаты с более строгим религиозным чувством, но совершенно неопытные в военном деле. В конце августа 1650 года Кромвель был вынужден отступить к Данбару. 1 сентября английские войска разбили лагерь в нескольких километрах к югу от этого города, неподалёку от побережья. Лесли удалось опередить англичан, и шотландцы, заняв холм Дун-Хилл, отрезали Кромвелю путь из Данбара к английской границе.

## Положение сторон
Численность армии Кромвеля к моменту начала сражения при Данбаре достигала всего 11 000 человек против около 23 000 у шотландцев. Более того, позиционное превосходство было явно на стороне последних: они занимали высоты, доминирующие над англичанами и вероятная атака Кромвеля могла быть легко отбита. В то же время англичане не имели возможности для отступления, зажатые между Северным морем и грядой Ламмермур. Лесли планировал выждать развития событий, не теряя позиционного преимущества. Однако находящийся в армии комитет представителей шотландского правительства принял решение атаковать противника. Увидев, как вечером 2 сентября шотландские войска стали спускаться с холмов и строиться в военные ряды на равнине, Кромвель, по преданию, воскликнул: «Сам Господь предает их в наши руки».
Шотландцы планировали атаковать позиции англичан утром 3 сентября. Кромвель тем временем перестроил свои войска. Основные силы английской пехоты под командованием Джорджа Монка были помещены в центр боевых позиций, которые с флангов прикрывала кавалерия Джона Ламберта. Ночью английские войска перешли небольшой ручей, отделявший их от шотландцев.

## Ход битвы
Ранним утром 3 сентября неожиданно для шотландцев англичане пошли в атаку. Кавалерия Ламберта быстро разгромила конницу Лесли. В центре шотландская пехота достаточно упорно сопротивлялась. Однако Оливер Кромвель вновь применил свой излюбленный приём: с крупным резервным отрядом обошёл шотландцев с правого фланга и ударил по находящейся там кавалерии. Зажатые между холмами и атакующими англичанами шотландские кавалеристы были вынуждены отступать прямо в гущу позиций ковенантской пехоты. Это довершило разгром шотландской армии.
Битва продолжалась немногим более двух часов и с восходом солнца окончилась полной победой Кромвеля. Около 3000 шотландцев было убито,  10 000 попали в плен, а вся шотландская артиллерия была захвачена англичанами. Часть пленных (в основном раненых солдат) вскоре отпустили, а оставшиеся были перевезены в Дарем, где большинство погибло от голода и болезней, а выжившие позднее были направлены на работы в Новую Англию. По уверениям Кромвеля, англичане потеряли в битве всего около тридцати человек убитыми.

## Значение сражения при Данбаре
Сражение при Данбаре позволило Кромвелю перейти к систематическому завоеванию Шотландии. Уже 24 декабря англичане захватили Эдинбург и оккупировали всю юго-восточную часть страны. Однако сопротивление шотландцев не было сломлено. Король Карл II после поражения парламентского войска при Данбаре смог привлечь на свою сторону умеренное крыло правящей партии ковенантеров, сместить религиозных экстремистов и начать формирование новой армии для защиты Шотландии.
В честь победы при Данбаре в Англии была отчеканена специальная медаль, которой были награждены все участники сражения. Это была первая медаль такого рода в истории Англии, причём следующая появилась только спустя полтора века, в честь битвы при Ватерлоо (1815 год).